# Pogonioefferia basini
Pogonioefferia basini là một loài ruồi trong họ Asilidae. Pogonioefferia basini được Wilcox miêu tả năm 1966. Loài này phân bố ở vùng Tân Bắc giới.